# Олсуфьев, Адам Васильевич
Адам Васильевич Олсуфьев (16 [27] января 1721 — 27 июня [8 июля] 1784) — деятель Русского Просвещения, любитель литературы, покровитель оперы и театров, кабинет-министр и статс-секретарь императрицы Екатерины II. Закончил карьеру сенатором в чине действительного тайного советника. Дед графа В. Д. Олсуфьева.

## Биография
Происходил из рода Олсуфьевых. Сын обер-гофмейстера Василия Дмитриевича и жены его Евы Ивановны, урождённой Голендер, по происхождению шведки. Родился 16 (27) января 1721 года; при крещении получил имя Василий, но по воле императора Петра I, пожелавшего быть крёстным, но опоздавшего к крестинам, был назван именем, неупотребительным у русских, Адамом. Поэтому у Адама Василия было два имени, но на всех актах и документах он подписывался Адамом.
В семь лет лишился отца и остался на руках матери, которая вскоре после смерти мужа вышла вторично замуж за полковника Венцеля. Венцель занялся его образованием и 17 февраля 1732 года определил его в только что тогда открытый Шляхетный кадетский корпус, где он воспитывался до 1739 года, когда был выпущен «из капралов в армию подпоручики». Обратил на себя внимание своими недюжинными дарованиями и способностью к языкам; поэтому, когда в 1735 году началась война с Турцией и фельдмаршал гр. Миних обратился в Корпус с просьбой дать ему молодого человека, знающего языки, выбор начальства сразу пал на молодого Олсуфьева. Он был выпущен из Корпуса с производством из капралов в поручики в армейский карабинерный полк и назначен состоять при Минихе для ведения его иностранной корреспонденции.
По окончании военных действий, во время которых он неотлучно находился при фельдмаршале, Олсуфьев перешёл на дипломатическую службу и был назначен секретарём русского посольства в Копенгагене при посланнике бароне И. А. Корфе. Это заграничное пребывание Олсуфьева было очень продолжительно; он настолько обжился в Дании, что женился на датчанке, которая однако скоро умерла, не оставив ему потомства. Вернувшись в Россию и женившись вскоре на Марии Васильевне Салтыковой, Олсуфьев отчислился от копенгагенской миссии и поступил на службу в Коллегию иностранных дел к канцлеру Бестужеву.
Через родственников своей жены, в особенности через её брата — Сергея Васильевича Салтыкова, который пользовался большим расположением вел. кн. Екатерины Алексеевны, Адам Васильевич сделался известен молодой великой княгине и скоро встал в редкие ещё тогда ряды её приверженцев; он помогал великой княгине переписываться с её матерью, сношения с которой ей были строжайше запрещены, и снискал её расположение своим весёлым уживчивым характером, остроумием и широкой образованностью. В ноябре 1756 г. Олсуфьев был произведён в действительные статские советники и сделан затем членом преобразованной им и Пуговишниковым в 1758 году, по поручению канцлера Воронцова, Иностранной Коллегии, а также личным секретарём императрицы Елизаветы Петровны.
С этого времени он стал быстро подвигаться по службе, и, по рекомендации кабинет-министра барона Черкасова, который по старости лет просил Императрицу об увольнении от дел, стал исполнять его обязанности, заведуя личными доходами Императрицы и Сибирскими золотыми и серебряными приисками, а после смерти барона занял его место, сделавшись кабинет-министром. Когда канцлер Бестужев подвергся опале, Адам Васильевич по должности кабинет-министра составил манифест об его увольнении. Положение Олсуфьева, как близкого к императрице лица, было в то время очень щекотливо среди трёх враждовавших лагерей, то есть самой императрицы, наследника престола и молодой великой княгини. Надо было иметь много такта и ловкости, чтобы не раздражить той или другой стороны, и это ему удавалось вполне. Он не потерял доверия императрицы до последних дней её жизни и, находясь у постели умирающей государыни, имел случай ещё лишний раз убедиться в её большом к нему расположении; императрица одного его оставила у своей постели, делая предсмертные распоряжения наследнику и в его присутствии высказала великому князю свою последнюю волю. В то время Адам Васильевич был уже тайным советником и кавалером ордена Александра Невского.

У него веселый нрав, приятный и весьма тонкий ум, вид открытый, общительный; его легко можно принять за человека, любящего удовольствия, так как он действительно любит обеды, общество, музыку (которую он знает в совершенстве), театр и все, что к нему относится, но ещё более он деловой человек… Он так искусен, так образован и даже столь необходим, кроме того, в нём так много очаровывающей любезности и качеств для общества и увеселений, что он, по всей вероятности, найдет способ нравиться их высочествам.
При новом царствовании он остался во всех своих должностях и званиях и неизменно сохранил милостивой отношение к себе императора Петра III. По воцарении же Екатерины II Олсуфьев получил в управление частную канцелярию императрицы. Назначенный 8 июля 1762 г. вместе с Тепловым и Елагиным статс-секретарем к императрице, он был введен в круг дел самого разнообразного характера. Денежные дела императрицы, секретные инструкции губернаторам и участие в ряде крупных государственных и частных дел императрицы — вот круг его деятельности. Весьма довольная его распорядительностью, императрица ценила труды Олсуфьева, и в январе 1763 года назначила его сенатором в 1-й департамент Сената. В том же году он был привлечен к деятельному участию в переговорах по поводу торгового договора с Англией, и успел своим отношением к делу, знаниями и опытностью снискать весьма лестную характеристику английского посла, который в донесениях своему двору заявлял, что «считает Олсуфьева по способностям и образованию выше всех русских, с которыми он имел дело». 20 марта 1764 г. Олсуфьев уволился от обязанностей по принятию подаваемых на Высочайшее имя челобитных, но сохранил за собой все другие свои должности и продолжал находиться в числе самых близких лиц к императрице.

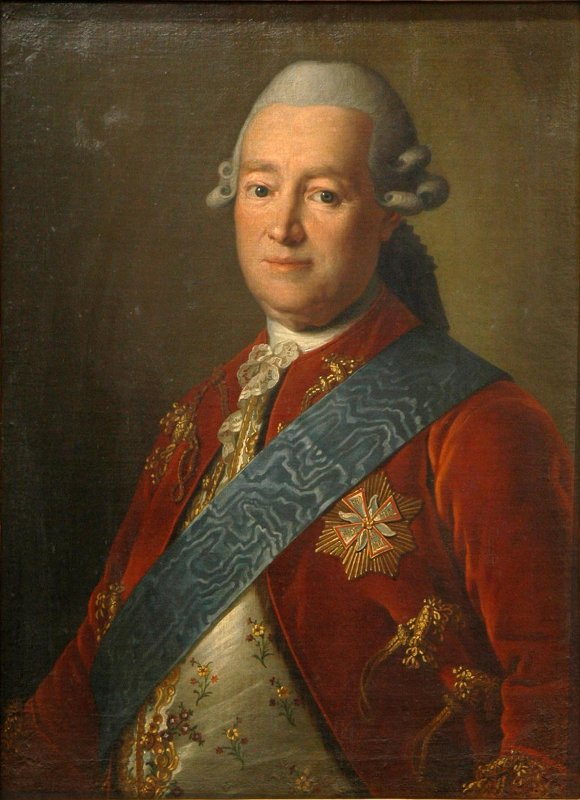
Портрет 1780 г.

После обнародования знаменитого Наказа Олсуфьева был избран депутатом в Комиссию о городах, выступил горячим защитником дворянских интересов, действуя в этом отношении заодно с историком князем М. М. Щербатовым. 8 января 1769 г. он был избран в числе девяти человек в Дирекционную комиссию. В звании сенатора Олсуфьев нередко принимал участие во многих крупных делах. Начав свою сенатскую практику в 1765 году первым докладом о необходимости отпуска ненужных при солеваренных заводах рабочих, Олсуфьев в 1766 году выступил с проектом о взимании с 1767 г. со всех живущих в Слободско-Украинской и других губерниях цыган подати в размере семи гривен. Отвлеченный другими занятиями от сенаторских обязанностей, Олсуфьев, назначенный 6 декабря 1767 г. присутствовать в 1-м департаменте, хотя и продолжал участвовать в заседаниях Сената, но не выступал с крупными докладами, и только в 1776 году, после продолжительного перерыва, в обстоятельном рапорте Сенату изложил противозаконные действия Тобольской Губернской канцелярии, которая размещала по Казенным заводам ясачных татар, остяков и других инородцев, не имея на то никакого права, и производила другие беззакония. Исследовав на месте этот вопрос, Олсуфьев 16 февраля 1782 г. в подробном докладе Сенату раскрыл злоупотребления по взиманию податей с приписанных к Колывано-Воскресенским солеваренным заводам и Барнаульским рудникам крестьян, указав при этом на отсутствие свободных паечных рабочих, благодаря чему многие рудники закрылись. Кроме того, Олсуфьев несколько раз выступал в Сенате с докладами о беспорядках и небрежном ведении дел в Юстиц-коллегии. Впрочем, несогласия и даже столкновения с некоторыми высшими административными лицами (между прочим, с генерал-прокурором кн. Вяземским) принудили неуступчивого Олсуфьева просить императрицу об увольнении его от присутствия в Сенате.
В 1782 году обнаружились беспорядки и злоупотребления в делах императорских театров; театры эти хронически стали давать дефицит правительству, которое и решило наконец учредить Комитет для урегулирования административной и финансовой стороны театрального управления, обратив при этом внимание и на положение артистов. Во главе этого Комитета императрица поставила Адама Васильевича, назначив его 12 июля 1783 г. председателем. Его обязанности и компетенция были тщательно изложены в 44 пунктах, находящихся в рескрипте императрицы Олсуфьеву. Смерть, однако, помешала Олсуфьеву довести до конца порученное ему дело; он умер от водянки.
Современники сходятся в характеристике Адама Васильевича, изображая его человеком очень умным, общительным, не принимавшим активного участия в борьбе временщиков и не внушавшим потому к себе враждебного отношения. Иоганн Бернулли аттестует его как «человека выдающихся способностей, не только знающего различные языки, но даже и диалекты, и наречия оных в большом совершенстве». Несколько раз вспоминает про Олсуфьева на страницах своих записок Казанова:

Министр царского двора Олсуфьев пригласил меня отобедать в ресторане Локателли в Екатерингофе. Это было императорское предместье, которое царица пожаловала бывшему сценическому директору. Он был изумлён, увидев меня, а я был не менее того изумлён, узнав, что он заделался ресторатором. Ежедневно он давал отменные обеды всем, кто был в состоянии заплатить за них рубль, не считая вина. <…> Он усердный поклонник Венеры и Бахуса и единственный между русскими барами, который, чтобы сделаться писателем, не имел надобности читать Вольтера. Он учился в Упсальском университете и без малейших притязаний испытывал свои силы во всех родах литературы. 

## Литературная деятельность
Любя спокойную привольную жизнь, при весёлом характере и большом остроумии, Олсуфьев посвящал свои досуги музыке, театру, литературе, но иногда не прочь был принимать участие и в шумной жизни екатерининских вельмож. Прекрасно владея французским, немецким, английским, итальянским, шведским и датским языками, Олсуфьев был хорошо знаком с иностранной литературой и сам писал сатирические оригинальные произведения, а также много переводил иностранных авторов, впрочем, очень мало печатая. Переведённые им итальянские оперы игрались при дворе императрицы Елизаветы Петровны, а немецкая комедия «Шесть блюд», очень понравившаяся императрице Екатерине, по её просьбе была переделана Олсуфьевым для русской сцены и сыграна при дворе. Эта пьеса была тогда же напечатана.
Из его переводов известны итальянские оперы: «Евдокия венчанная или Феодосий II» 1751 г., «Селевк» 1744 г., «Митридат» 1747 г., «Беллерофонт», напечатанные в Петербурге. Кроме того, он перевёл большинство комедий стихотворца Бонеки. Литературная деятельность Адама Васильевича, не нося на себе печати крупного таланта, была скоро забыта, но его широкая образованность, знакомство с литературой, языками, любовь к искусствам и собственные труды в связи с его высоким общественным положением доставили Олсуфьеву почётные места в Вольном экономическом обществе, Академии Наук и Академии Художеств. Первые шаги деятельности этого учёного общества неразрывно связаны с именем Олсуфьева: он был выбран в первые президенты Общества ещё до утверждения устава и оставался им до 1 января 1766 г.; кроме того, он был избираем ещё два раза: в 1769 и 1773 г.
Был почётным членом Академии Художеств (с 21 сентября 1765 г.) и членом Академии Российской (с 21 октября 1788 г.), в словарной работе которой обещал принимать участие, сообщая «разные коренные слова, с иностранных языков происходящие».
В 1784 г. по особому повелению Екатерины II Олсуфьев издал в Петербурге третью часть «Истории Российской» В. Н. Татищева, основанную на Никоновской летописи и доводящую рассказ до 1462 г.
После смерти Олсуфьева осталось богатое собрание картин и гравюр, которое погибло в Московском пожаре 1812 г.; уцелела только коллекция русских портретов и русских народных картинок — единственное в своём роде собрание, которое Олсуфьев составлял с 1766 г.
Письма Екатерины II к Олсуфьеву опубликованы в XIX веке.

## Семья и дети
Первая жена (с 1741 года) — датская аристократка Софья Амалия Туксен (1723—1751)
Вторая жена (с 6 февраля 1752 года) — Мария Васильевна Салтыкова (1728—16.11.1792), фрейлина двора (09.12.1752), дочь Василия Салтыкова, который содействовал императрице Елизавете Петровне в её восшествии на престол, от второго его брака с княжной Марией Алексеевной Голицыной. В качестве приданого за ней было дано село Ершово. Похоронена в Даниловском монастыре в Москве. В браке родились 4 сына и 3 дочери. 
- Софья Адамовна (1753—1786), была первой женой подполковника  Михаила Петровича Девиера, внука А. М. Девиера.
- Сергей Адамович (1755—1818), с 1769 года обучался в Лейпцигском университете, генерал-майор; с 1780 года был женат на фрейлине Екатерине Ивановне Молчановой (1758—1809), одной из лучших выпускниц Смольного института.
- Мария Адамовна (1757—1820), с 1777 года была замужем за двоюродным братом по матери, шталмейстером князем Н. А. Голицыным (1751—1809). Брак этот был одним из первых, допущенных в России, браков между родственниками, прецедентом, которому послужил брак князя Г. Г. Орлова с его двоюродной сестрой, Зиновьевой.
- Наталья Адамовна (15.04.1758—1826), крестница князя А. Д. Голицына и тетки княгини А. В. Гагариной[8]; была замужем (с 24 апреля 1782 года)[9] за Григорием Павловичем Кондоиди.
- Алексей Адамович (05.01.1764—1838), крестник графа А. Б. Бутурлина[10].
- Владимир Адамович
- Дмитрий Адамович (1769—1808), служил по выборам Московским губернским предводителем дворянства, имел чин действительного статского советника и орден Св. Владимира 3-й степени. Был женат на Дарье Александровне Делицыной (1761—1828), внебрачной дочери вице-канцлера князя A. M. Голицына и венгерской графини  Клюпфель, их сын граф В. Д. Олсуфьев.

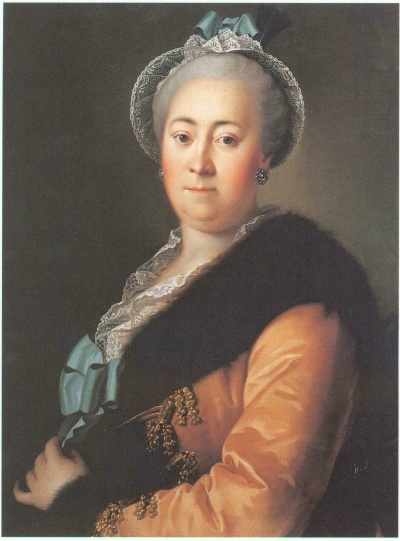
Мария Васильевна, жена
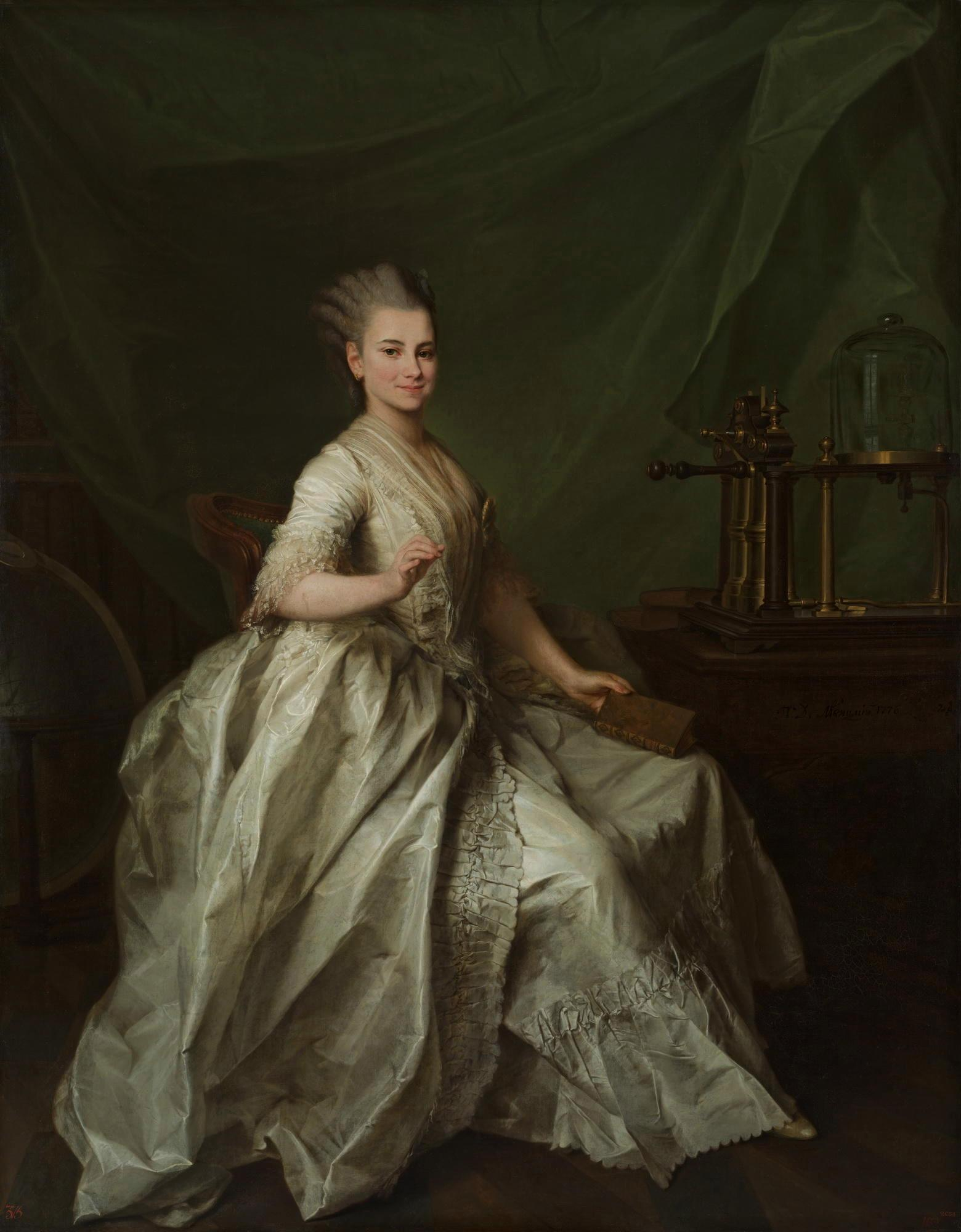
Екатерина Ивановна, невестка
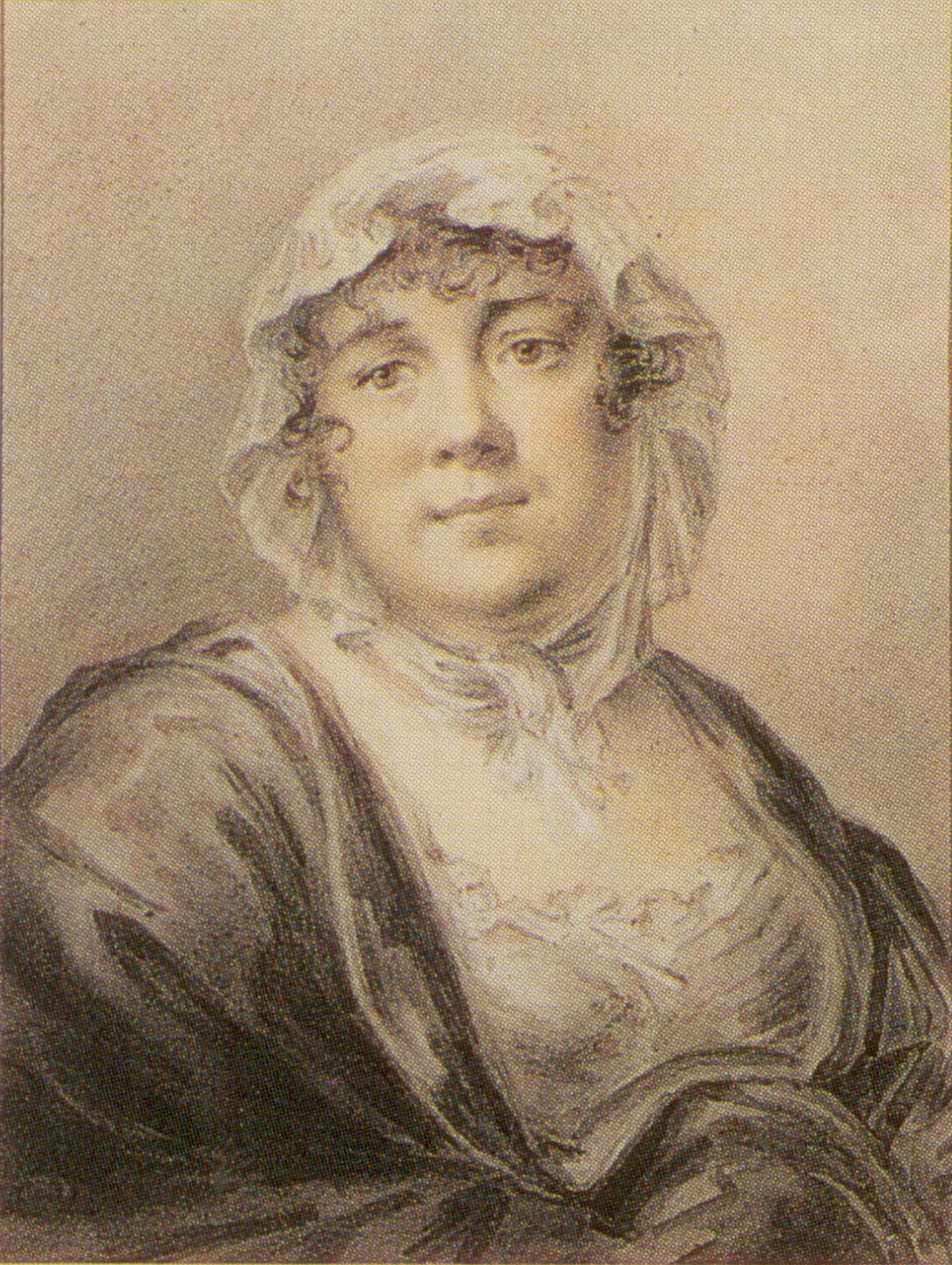
Мария Адамовна, дочь
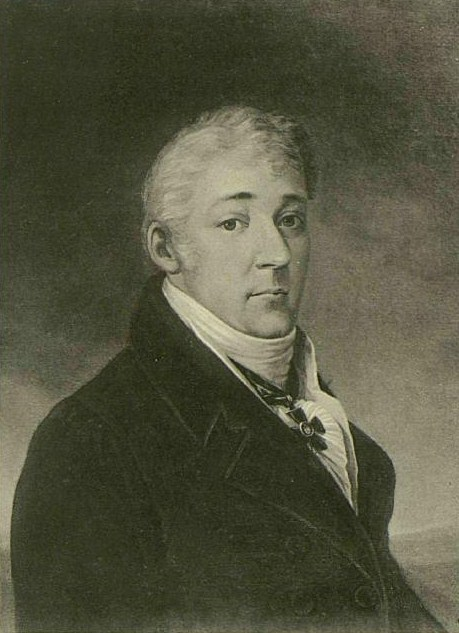
Дмитрий Адамович, сын
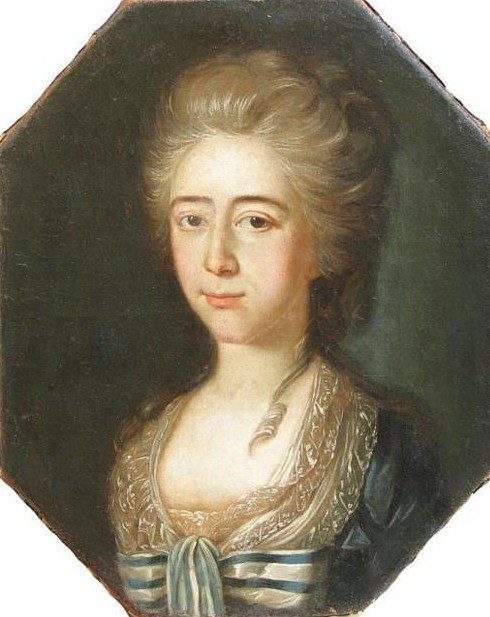
Дарья Александровна, невестка